# Коллинз, Марта Лейн
Марта Лэйн Коллинз (урождённая Холл, род. 7 декабря 1936, Bagdad, Кентукки) — американская экс-бизнесвумен и политик из американского штата Кентукки. Была избрана 56-м губернатором штата с 1983 по 1987 год, стала первой и единственной женщиной на данном посту на сегодняшний день. До этого она была 48-м вице-губернатором Кентукки при Джоне Й. Брауне-младшем. Избрание сделало ее самой высокопоставленной женщиной в Демократической партии США. Её считали возможным кандидатом в вице-президенты от Демократической партии в 1984 году, но Уолтер Мондейл выбрал в пару конгрессмена Джеральдин Ферраро.

## Биография
После окончания Университета Кентукки Коллинз работала школьным учителем, а ее муж получил медицинскую степень по стоматологии. Она увлеклась политикой и участвовала в губернаторской кампании Уэнделла Форда в 1971 году и в сенатской кампании Уолтера «Ди» Хаддлстона в 1972 году. В 1975 году была избрана секретарем Демократической партии штата и секретарем Апелляционного суда Кентукки. За время своего пребывания в этой должности она внесла конституционные поправки и реструктурировала судебную систему штата, в результате которой Апелляционный суд стал Верховным судом Кентукки. Коллинз продолжала работать секретарем переименованного суда, разъясняя гражданам новую роль суда.
В 1979 году Коллинз была избрана губернатором-лейтенантом, поскольку губернатор Джон И. Браун-младший Браун часто отсутствовал в штате, оставив Коллинз исполняющей обязанности губернатора на более чем 500 дней ее четырехлетнего срока. В 1983 году она победила республиканца Джима Баннинга и стала первой женщиной-губернатором Кентукки. Ее администрация имела два основных направления: образование и экономическое развитие. Не сумев обеспечить увеличение финансирования образования на законодательной сессии 1984 года, она провела общенациональную кампанию по информированию общественности в преддверии специальной законодательной сессии в следующем году. Она успешно использовала экономические стимулы, чтобы в 1986 году перевести завод по производству Toyota в Джорджтаун, штат Кентукки. Правовые трудности со стимулами, которые могли бы дать государству экономическую выгоду от переноса завода, были в конечном счете отклонены Верховным судом Кентукки. Под руководством Коллинз штат пережил рекордный экономический рост.
В то время губернаторы Кентукки не имели права на переизбрание. Коллинз преподавала в нескольких университетах после ее четырехлетнего срока в должности губернатора. С 1990 по 1996 год она была президентом колледжа Святой Катарины возле Спрингфилда, штат Кентукки. В 1993 году её муж — доктор Билл Коллинз — был осуждён и это лишило Марту надежды на возвращение к политической жизни. До осуждения её мужа ходили слухи, что она будет кандидатом в Сенат США или займёт должность в администрации президента Билла Клинтона. С 1998 по 2012 год Коллинз занимала должность исполнительного научного сотрудника в Джорджтаунском колледже.